# 自由式摔跤

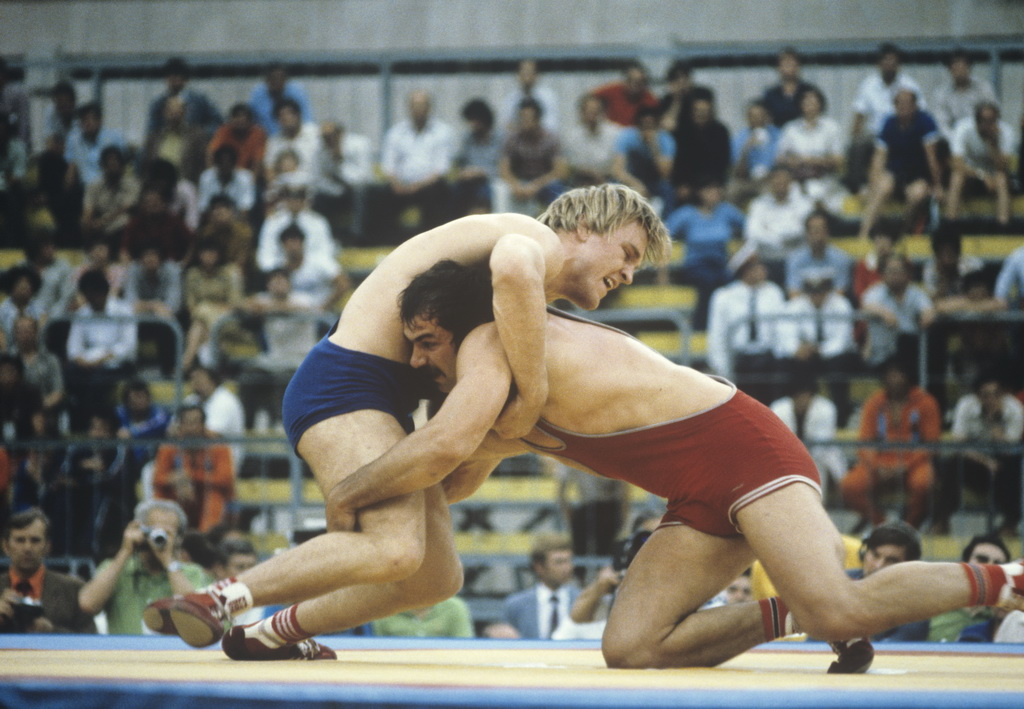
自由式角力可以抓對手下肢

自由式摔跤（英語：Freestyle wrestling）是一种角力式竞技运动，其场地一般是正方形的。场地中心有一个红色的，直径三米的圆圈，场地的边界是一个白色的，六米直径的圆圈。在国际业余摔跤联合会监督下，在国际业余比赛和奥运会比赛中使用的3种摔跤之一；其他两种是古典式摔跤和桑勃式摔跤。自由式摔跤是从英国兰开夏式（又称任意抓握式）摔跤演变而来。根据国际规则，选手可以抓握、抱、绊和摔，但不许采取扼咽、踢、拳击、用头撞人、抓握衣服等可能使对手致伤、致死的行动；摔跤运动员的不规则动作要受到警告，3次警告就失去比赛资格。
比赛分三局，每局六分钟。
比赛开始时竞赛对方对立。得分的对手可以在下一局开始前决定他可以从跪立于对手的下方开始，或者对手跪立于他下方，或者两者再次对立。在第一局失分的对手可以在第三局做这个决定。

## 历史
古希臘時當地就有角力学校了。前708年角力成为古代奥林匹克运动会的项目。当时的角力是古典式的，不准对对方进行危险的攻击。1904年自由式摔跤成为现代奥林匹克运动会的比赛项目。
自由式摔角包含關節技及反關節招，傳到美國之後把原本一些致命的危險動作改良，變成一種競技運動，之後普及到全世界，還列入奧運比賽項目。

## 體重分級
自由式角力比賽通常設男子組及女子組，並依體重分級。夏季奧林匹克運動會角力比賽與世界角力錦標賽的自由式分級方式並不相同，目前前者分為男、女各六個量級，後者分為男、女各十個量級。
2016年夏季奧林匹克運動會角力比賽自由式分級如下：

| 男子組： - 57公斤級 - 65公斤級 - 74公斤級 - 86公斤級 - 97公斤級 - 125公斤級 | 女子組： - 48公斤級 - 53公斤級 - 58公斤級 - 63公斤級 - 69公斤級 - 75公斤級 |

2019年世界角力錦標賽男子希羅式分級如下：

| 男子組： - 57公斤級 - 61公斤級 - 65公斤級 - 70公斤級 - 74公斤級 - 79公斤級 - 86公斤級 - 92公斤級 - 97公斤級 - 125公斤級 | 女子組： - 50公斤級 - 53公斤級 - 55公斤級 - 57公斤級 - 59公斤級 - 62公斤級 - 65公斤級 - 68公斤級 - 72公斤級 - 76公斤級 |